# Château de Trébons
Le château de Trébons est une demeure du XVIIIe siècle qui se dresse sur le territoire de la commune française de Grainville-Ymauville, dans le département de la Seine-Maritime, en région Normandie.
Le château, propriété privée non ouverte à la visite, est inscrit au titre des monuments historiques.

## Localisation
Le château est situé sur la commune de Grainville-Ymauville, dans le département français de la Seine-Maritime.

## Historique
Le château a été construit pour le comte de Trébons sur des plans établis en 1767 par l'architecte Guillaume-Martin Couture.
En 1902, le domaine est acquis par la famille Suchetet-Allard, à laquelle succède, vers 1930, M. Cornet d'Hunval. En 1987, le château était la possession de Mme Jacques Reveilhac et à ses enfants.

## Description
Le château est construit en pierre blanche.
Les ailes latérales, ajoutées après la Révolution par le marquis de Trébons, dans une pierre trop gélive ont été abattues vers 1930 par M. Cornet d'Hunval,.

## Protection
Le domaine en totalité avec l'ensemble du bâti et de la clôture, des aménagements de jardins et des avenues et le sol des parcelles sur lesquels il est situé sont inscrits au titre des monuments historiques par arrêté du 19 décembre 2008.